# Piazza del Comune (Lastra a Signa)

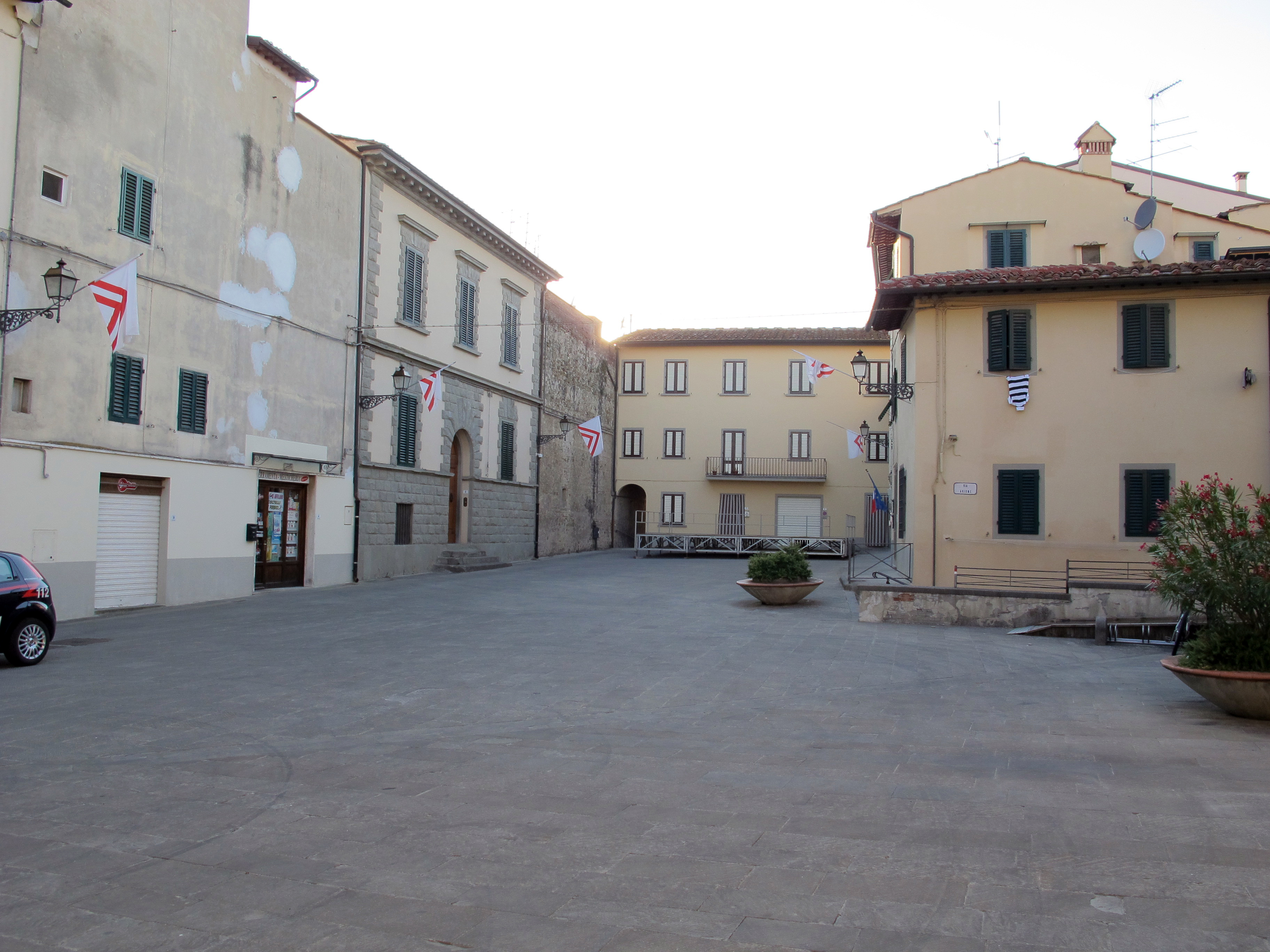
Piazza del Comune

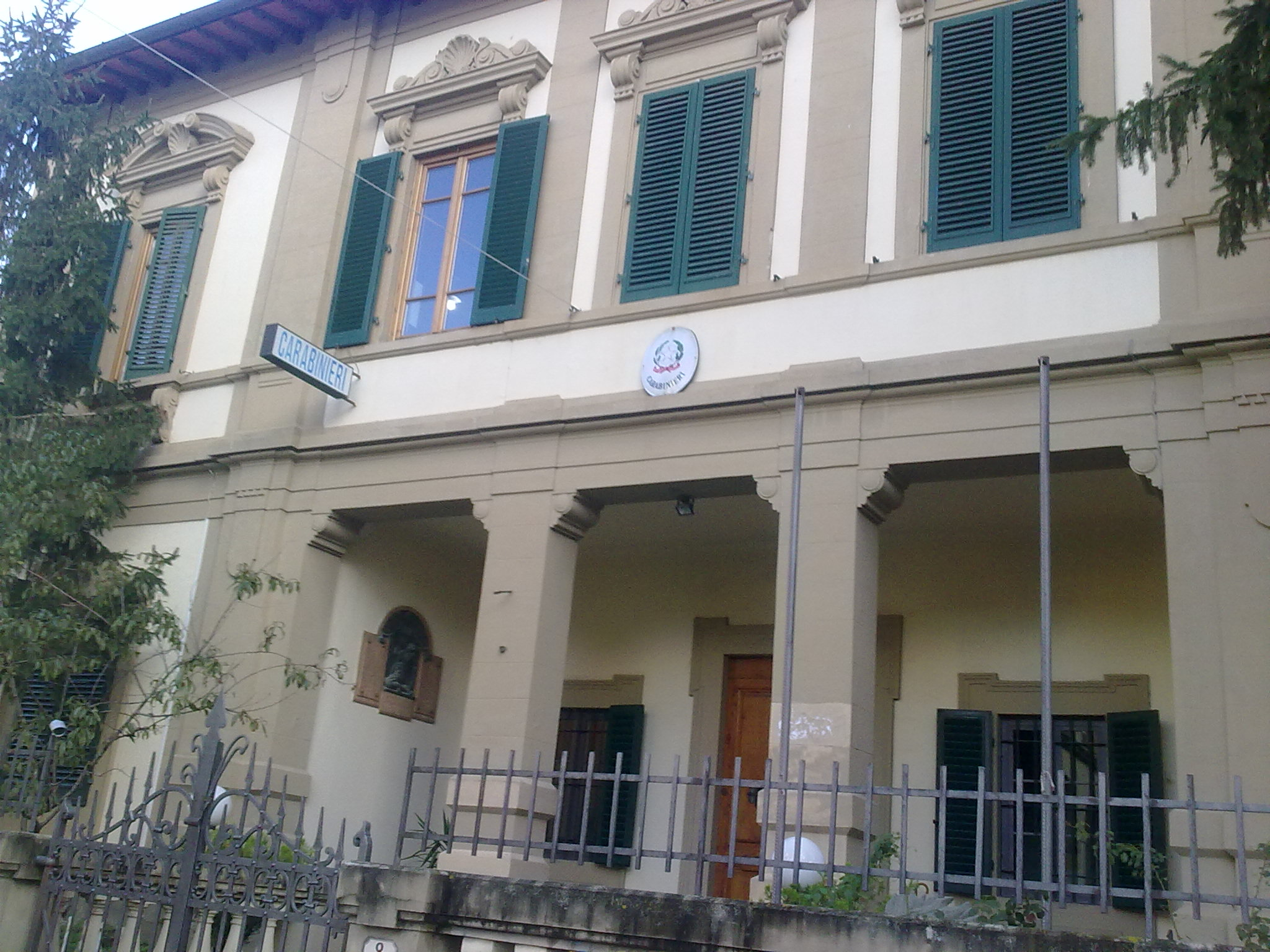
La ex Casa del Fascio, ora Caserma dei Carabinieri, di Lastra a Signa

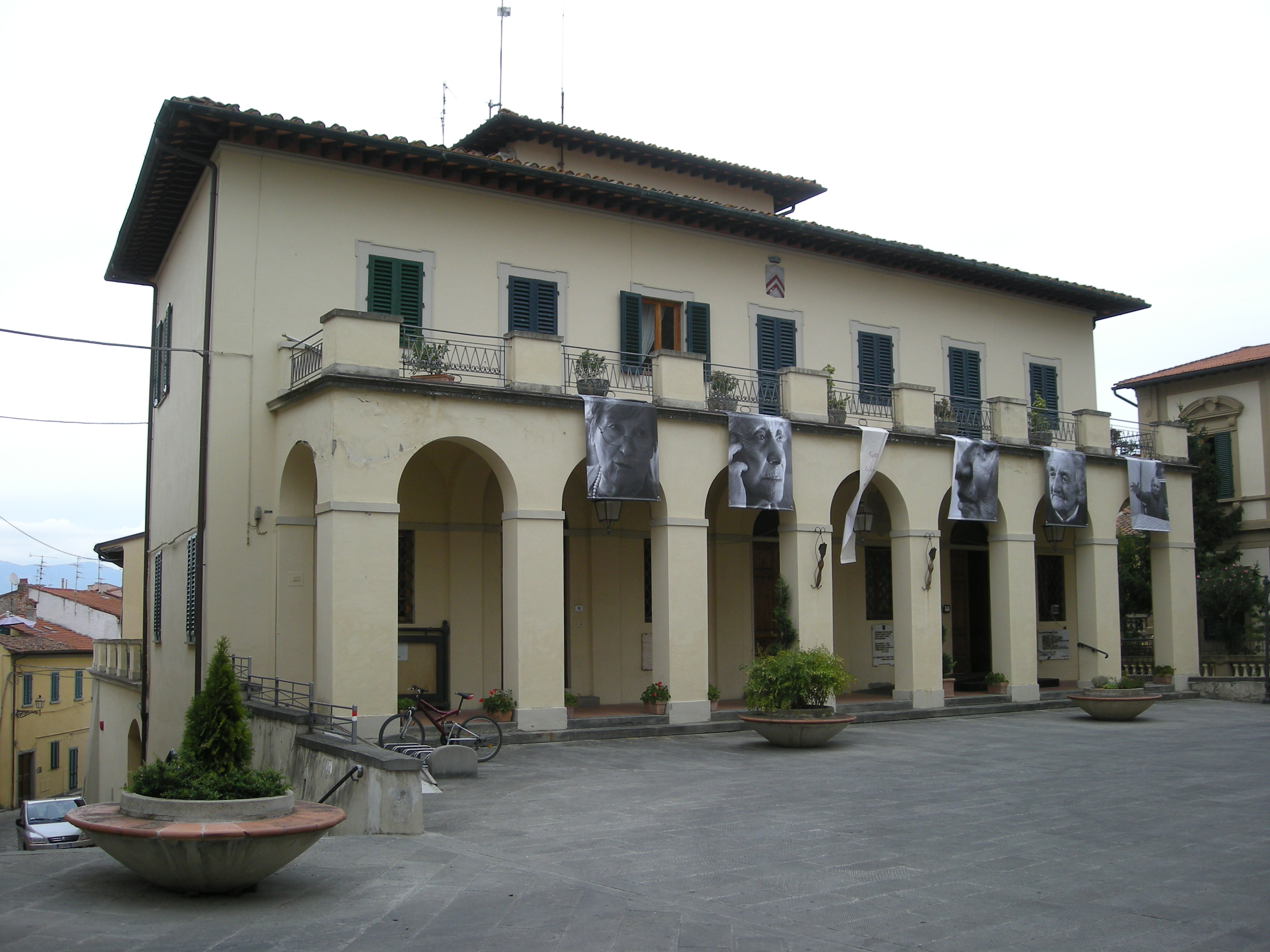
Il municipio

La piazza è da prima dell'Unità d'Italia il centro politico di Lastra a Signa.

## Storia
Situata dentro le mura di Lastra a Signa, poco dopo il portone di Baccio, era nominata, dall'Unità d'Italia fino alla seconda guerra mondiale, come piazza Vittorio Veneto.
Essendo il centro politico della città sono affacciate sulla piazza la sede del comando della polizia municipale, la caserma dei carabinieri, che ha sede nell'ex casa del Fascio di Lastra a Signa, il palazzo Comunale, dove ha sede il comune, e a pochi passi dalla piazza il palazzo del Podestà di Lastra a Signa, nel quale abitavano i podestà che hanno governato Lastra a Signa.

## Monumenti
- Casa del Fascio, vecchia sede del Partito Nazionale Fascista a Lastra a Signa ed in precedenza Circolo Ricreativo, ora caserma dei Carabinieri.
- Palazzo Comunale (Lastra a Signa), municipio di Lastra a Signa.
- Palazzo del Podestà (Lastra a Signa), nel quale abitavano i podestà che hanno governato Lastra a Signa.